# 克德爾湖
62°27′16″N 34°21′18″E / 62.45444°N 34.35500°E
克德爾湖（俄语：Кедрозеро），是俄羅斯的湖泊，位於該國西北部，由卡累利阿共和國負責管轄，長19公里、寬2.1公里，面積24.3平方公里，海拔高度62米，集水區面積919平方公里，湖岸線長度50.4公里，平均水深9.9米，最大水深25米。